# Lista de conflitos envolvendo a Itália
Essa é uma lista de conflitos envolvendo a Itália desde a proclamação de um estado unificado em 1861.
A lista mostra o nome do conflito, data, os aliados e inimigos italianos, além do resultando dos conflitos seguindo a legenda:
      Vitória italiana
      Derrota italiana
      Outro resultado (isso é, tratado de paz sem resultado claro, status quo ante bellum, resultado desconhecido ou inconclusivo)
      Conflito atual

## Guerras de unificação
| Início | Fim  | Nome do conflito                          | Beligerentes | Beligerentes | Resultado |
| Início | Fim  | Nome do conflito                          | Combatente 1 | Combatente 2 | Resultado |
| ------ | ---- | ----------------------------------------- | --- | --- | --- |
| 1848   | 1849 | Primeira Guerra de Independência Italiana | Reino da Sardenha - Exército voluntário italiano apoiado por: - Governo provisional de Milão - República de São Marcos - Reino da Sicília - Revolucionários da Toscana - Ducado de Módena e Régio - Ducado de Parma e Placência - República Romana | Império Austríaco - Reino Lombardo-Vêneto · França · Reino das Duas Sicílias · Estados papais · Grão-ducado da Toscana | Derrota dos revolucionários italianos e da Sardenha |
| 1859   | 1859 | Segunda Guerra de Independência Italiana  | Império Francês Reino da Sardenha Apoio: Principados Unidos | Império Austríaco - Reino Lombardo-Vêneto                                                                              | Vitória aliada italiana, Armistício de Villafranca (12 de julho de 1859) - Sardenha anexa Lombardia da Áustria. - Sardenha anexa Províncias Unidas da Itália Central formada a partir da união da Toscana, Modena e Parma após se rebelarem contra os Habsburgos. - França ganha Saboia e Nice da Sardenha. |
| 1860   | 1861 | Expedição dos Mil                         | Reino da Sardenha | Reino das Duas Sicílias apoiada por França Estados papais Espanha                                                      | Vitória italiana: - Sicília, Sul da Itália, Marcas e Umbria anexada pela Sardenha - Colapso das Duas Sicílias - Fundação do Reino da Itália |
| 1861   | 1865 | Brigantagem pós-unificação                | Itália | Briganti do sul da Itália Legitimistas Bourbon Partisans espanhóis                                                     | Vitória Italiana |
| 1866   | 1866 | Terceira Guerra de Independência Italiana | Itália | Império Austríaco | Vitória italiana: Armistício de Cormons e Tratado de Viena: - Reino da Itália anexa Veneza e Friuli. |
| 1866   | 1866 | Revolta dos sete dias e meio              | Itália | Rebeldes palermitanos                                                                                                  | Vitória italiana, rebelião suprimida |
| 1870   | 1870 | Captura de Roma                           | Itália | Estados Papais Segundo Império Francês                                                                                 | Vitória italiana, Debelação dos Estados Papais. |

## Reino da Itália (1861-1945)
| Início | Fim  | Nome do conflito                              | Beligerentes | Beligerentes | Resultado |
| Início | Fim  | Nome do conflito                              | Combatente 1 | Combatente 2 | Resultado |
| ------ | ---- | --------------------------------------------- | --- | --- | --- |
| 1885   | 1895 | Guerra da Eritreia                            | Itália | Etiópia · Sudão Mahdista | Vitória italiana, estabelecimento da Eritreia Italiana. |
| 1889   | 1920 | Pacificação da Somália                        | Itália | Vários rebeldes Estado Dervish | Vitória italiana, consolidação da Somália Italiana. |
| 1890   | 1894 | Guerra Mahdista                               | Itália | Sudão Mahdista | Vitória italiana Todas as invasões sudanesas repelidas Italianos tomam Kassala |
| 1895   | 1896 | Primeira Guerra Ítalo-Etíope                  | Itália | Etiópia · Apoiada por: · Rússia · França · Rebeldes eritreus | Vitória etíope, Tratado de Adis Abeba: - Etiópia reconhecida como um país independente pela Itália. - Itália revoga o Tratado de Wuchale. |
| 1896   | 1925 | Revolta Bimal                                 | Itália | Rebeldes Bimal | Vitória italiana - Supressão da revolta |
| 1899   | 1901 | Rebelião Boxer                                | Reino Unido · Japão · Rússia · França · Estados Unidos · Alemanha · Itália · Áustria-Hungria | Punhos Harmoniosos e Justiceiros · China Manchu | Vitória dos Aliados, Protocolo Boxer: - sociedades anti-estrangeiros banidas na China |
| 1900   | 1920 | Guerra do Dervixe                             | Império Britânico · Império Etíope (1900-1904) · Reino de Itália | Estado Devirxe · Apoiado por: · Império Otomano · Império Alemão · Império Etíope (1915-1916) | Vitória Ítalo-britânica - Guerra se funde com a Primeira Guerra Mundial e depois continua ao fim dela - Colapso do Estado Dervixe |
| 1902   | 1903 | Bloqueio naval da Venezuela                   | Reino Unido Alemanha Itália | Venezuela | Compromisso, - Disputa pelo dívida da Venezuela resolvida |
| 1911   | 1912 | Guerra Ítalo-Turca                            | Itália | Império Otomano | Vitória italiana: - Itália ganha Tripolitânia, Cirenaica, Fezã e o Dodecaneso. |
| 1911   | 1917 | Guerra Ítalo-Senussi                          | Itália | Ordem Senussi | Vitória italiana: - Guerra se funde com a Primeira Guerra Mundial - Extensão do controle italiano sobre a Tripolitânia, Cirenaica e Fezã |
| 1914   | 1918 | Primeira Guerra Mundial: Teatro Italiano      | Itália · Reino Unido · Império Indiano · Domínio do Canadá · Austrália · Nova Zelândia · União da África do Sul · Newfoundland · Bélgica · França · Rússia · Japão · Estados Unidos · Sérvia · Grécia · Outros aliados | Áustria-Hungria · Alemanha · Império Otomano · Bulgária | Vitória italiana: - Destruição do Império Austro-Húngaro - Anexação do Trentino-Alto Adige, Gorizia e Gradisca, Istria, Trieste, Zara e a Veneza Júlia ao Reino da Itália. - Armistício de Villa Giusti - Tratado de Versalhes: - Desmobilização alemã Rússia sai em 1917 - Guerra Civil Russa - Criação da União Soviética - Josef V. Stalin ascende ao poder Criação da Liga das Nações |
| 1918   | 1920 | Intervenção dos Aliados na Guerra Civil Russa | Império britânico · Itália · França · Estados Unidos · Japão · Grécia | Rússia Soviética · República do Extremo oriente | Vitória Bolchevique: - Exército Branco derrotado - Aliados recuam da Rússia - URSS é formada. |
| 1918   | 1923 | Ocupação de Constantinopla                    | Império Britânico · França · Itália | Império Otomano | Vitória aliada - Ocupação militar de Constantinopla pelo Reino Unido, seguida pela França e Itália, depois abandonada. - Reino Unido desmantelou o parlamento do Império Otomano em 16 de março de 1920 e restaurou em 9 de setembro de 1922 para o Governo de Ankara. |
| 1920   | 1920 | Guerra de Vlora                               | Itália | Principado da Albânia | Rebelião dos soldados italianos força a retirada da Albânia Itália ainda mantém a ilha de Saseno. |
| 1920   | 1920 | Natal sangrento                               | Itália | Regência Italiana de Carnaro | Vitória italiana: - Expulsão das forças de D'Annunzio. - Conquista da Regência Italiana de Carnaro. - Estabelecimento do Estado Livre de Fiume. |
| 1923   | 1932 | Pacificação da Líbia                          | Itália | Ordem Senussi | Vitória italiana: - Estabilização do poder italiano na Líbia - Limpeza étnica da população autóctone da cirenaica. - Morte em massa da população local |
| 1923   | 1923 | Incidente de Corfu                            | Itália | Reino da Grécia · | Vitória italiana: - Grécia acata os pedidos da Itália |
| 1924   | 1927 | Pacificação da Somália Italiana               | Itália | Rebeldes somalianos | Vitória italiana: - Derrota dos rebeldes somalianos - O independente Sultanato Migiurtinia é brutalmente suprimido em 1927, finalizando a ocupação italiana na Somália. |
| 1924   | 1940 | Conquista italiana do Chifre da África        | Itália | Sultanato de Hobio · Sultanato de Migiurtinia · Império Etíope · Império Britânico | Vitória italiana: - Conquista italiana do Chifre da África. |
| 1935   | 1936 | Segunda Guerra Ítalo-Abissínia                | Itália - Eritreia Italiana - Somália Italiana | Império Etíope · Suporte material: · Alemanha Nazista | Vitória italiana: - Debelação da Etiópia, fundação da África Oriental italiana. |
| 1936   | 1939 | Guerra Civil Espanhola                        | Nacionalistas · Itália · Alemanha · Portugal · Voluntários Estrangeiros | Republicanos · Voluntários Estrangeiros · União Soviética (1936–1938) · México | Vitória nacionalista: - Derrota da Segunda República Espanhola - Início da Ditadura Francoista |
| 1939   | 1939 | Invasão da Albânia                            | Itália | Albânia | Vitória italiana, Ocupação italiana da Albânia. |
| 1939   | 1945 | Segunda Guerra Mundial/Guerra Civil Italiana  | Eixo Alemanha · Itália (até 1943) · República Social Italiana(após 1943) · Japão · Hungria · Bulgária(até 1944) · Romênia(até 1944) · Manchukuo · Mengjiang · Finlândia(até 1944) · Tailândia                          | Aliados Império britânico · França · Polônia · Bélgica · Países Baixos · Luxemburgo · Tchecoslováquia · Noruega · Grécia · Iugoslávia · União Soviética · Estados Unidos · Canadá · Austrália · Nova Zelândia · Império Indiano · Nepal · União da África do Sul · Brasil · China · Império Etíope · Itália (após 1943) · Romênia(após 1944) · Finlândia(após 1944) · Bulgária(após 1944) · | Vitória aliada: - Reino da Itália assina o Armistício de Cassibile e se torna co-beligerente dos Aliados entre 1943-1945. - República Social Italiana, parte do Eixo entre 1943-1945, é derrotada na Campanha da Itália/Guerra Civil italiana. - Itália assina o Tratado de Paris e é a forçada a ceder a Ístria, Zara e a maior parte da Veneza Júlia para a Iugoslávia, Brigue e Tende para a França, assim como perder todas as suas colônias, parte da sua frota sobrevivente e pagar reparações a vários países. |